# Abdelnacer Ouadah
Abdelnacer Ouadah (Forbach, Francia, 13 de septiembre de 1975) es un futbolista argelino de origen francés. Juega de volante y su actualmente sin club.

## Selección nacional
Ha sido internacional con la Selección de fútbol de Argelia en dos ocasiones.

## Clubes
| Club             | País    | Año       |
| ---------------- | ------- | --------- |
| AS Nancy         | Francia | 1993-1996 |
| SAS Épinal       | Francia | 1996-1997 |
| AS Nancy         | Francia | 1997-2000 |
| Chamois Niortais | Francia | 2000-2002 |
| AC Ajaccio       | Francia | 2002-2005 |
| FC Metz          | Francia | 2005-2006 |
| CS Sedan         | Francia | 2006-2007 |
| Montpellier HSC  | Francia | 2007-2009 |
| Châteauroux      | Francia | 2010      |
| FC Istres        | Francia | 2010-2011 |

## Palmarés

### Campeonatos nacionales
| Título  | Club     | País    | Año  |
| ------- | -------- | ------- | ---- |
| Ligue 2 | AS Nancy | Francia | 1998 |